# Говорадло, Анатолий Васильевич
Анатолий Васильевич Говора́дло (укр. Анатолій Васильович Говорадло; 22 июня 1960, Житомир) — украинский певец, музыкант, автор песен, Заслуженный артист Украины.
Известен участием в дуэте «Свитязь» вместе с Дмитрием Гершензоном.

## Биография
Родился в городе Житомир 22 июня 1960 года. Получив в шесть лет отказ в поступлении в музыкальное училище, самостоятельно освоил гитару.
Поступил на физико-математический факультет Житомирского педагогического института, по собственному утверждению — по большей части ради участия в музыкальной джаз-рок группе «Музыки», функционировавшей при факультете. Выступал в этой группе в качестве гитариста.
После окончания педагогического университета в 1982 году отправляется работать в интернат, параллельно поступив в духовой отдел Житомирского колледжа культуры и искусств имени Ивана Огниенко. Отслужил в Бердичевском доме офицеров. Демобилизовавшись, работал музыкантом в Житомирском ресторане «Ялинка».

## Музыкальная карьера
В 1987 году вошёл в состав ВИА «Свитязь» гитаристом. Руководителем ансамбля был народный артист УССР Василий Зинкевич. В 90-е годы, когда участники стали массово покидать группу, оставшиеся одни Анатолий Говорадло и Дмитрий Гершензон основали одноимённый дуэт.
С 2000 года участники группы вели на Первом Национальном телеканале шутливую музыкальную программу «Эраплан».
В начале 2000-х годов дуэт сотрудничал с рэпкор группой Тартак. Записанная ещё в 1997 году песня «Ні, я не ту кохав» в совместном исполнении стала хитом в 2003 году. В 2015 году дуэт распался: Говорадло выступает в сольной карьере, Гершезон — работает аранжировщиком.

## Личная жизнь
В 90-е года построил дом в Житомире, в котором проживает по прежнему. Женат на Алине Говорадло, имеет двух детей — Оксану и Игоря, как и отец обучающихся в музыкальном училище.